# Everybody's Crazy
Everybody's Crazy är ett album med Michael Bolton som släpptes 1985 på Columbia. Det räknas som lite av en bortglömd klassiker av de som gillar mjukare melodisk hårdrock, så kallad AOR (Adult Orientated Rock). Skivan floppade och Bolton gick därefter över till att skriva mer soulinfluerad rock från och med "The Hunger" 1987 som också blev hans genombrott som soloartist. 
Medverkar på Everybody's Crazy gör bland annat keyboardisten/låtskrivaren Mark Mangold (Touch, American Tears).

## Låtlista
1. Save Our Love
2. Everybody's Crazy
3. Can't Turn It Off
4. Call My Name
5. Everytime
6. Desperate Heart
7. Start Breaking My Heart
8. You Don't Want Me Bad Enough
9. Don't Tell Me It's Over